# 21e étape du Tour de France 2013
Pour un article plus général, voir Tour de France 2013.
La 21e étape du Tour de France 2013 s'est déroulée le dimanche 21 juillet 2013. Elle part de Versailles et arrive aux Champs-Élysées à Paris.

## Parcours

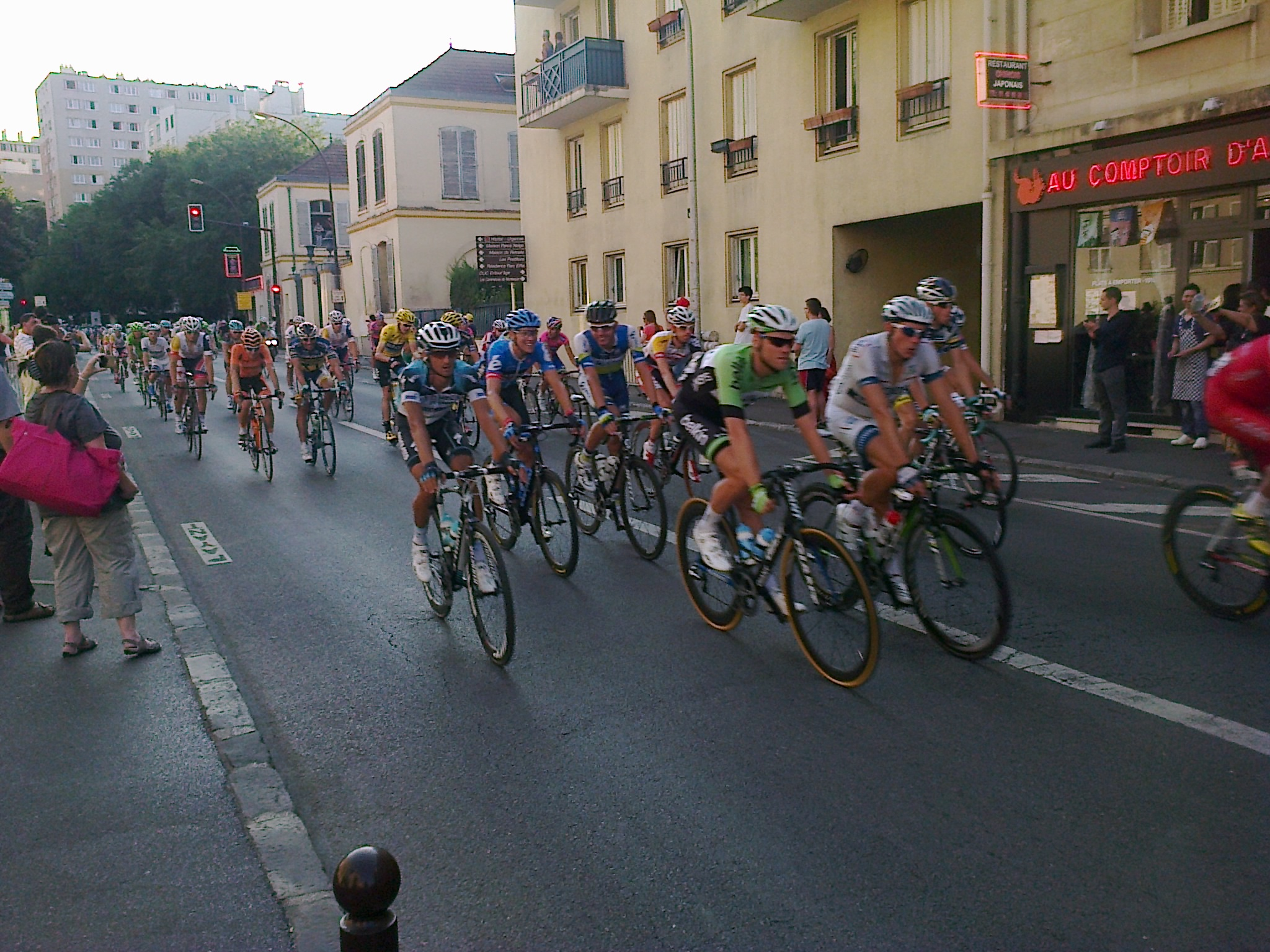
Passage du Tour de France dans la Grande Rue à Sèvres

Les coureurs partent de la mairie de Versailles, passent dans le parc du château de Versailles en faisant le tour du Grand Canal, puis ils prennent la D91 pour passer près des étangs de La Minière, et font une traversée de la ville nouvelle de Saint-Quentin-en-Yvelines par Guyancourt, Montigny-le-Bretonneux et Voisins-le-Bretonneux. Ils passent ensuite devant Port-Royal des Champs et traversent ainsi la Vallée de Chevreuse avec deux côtes à (Saint-Rémy-lès-Chevreuse et Châteaufort) (classées en 4e catégorie). Ils remontent enfin vers Paris par Buc en longeant la Seine devant le Louvre et font le tour de l'Arc de triomphe. Dix passages sont programmés.
L'originalité pour cette édition 2013 tient dans le fait que l'arrivée sur les Champs Elysées est prévue à la tombée de la nuit, avec un parcours dans Paris légèrement modifié puisque cette fois les coureurs font le tour de l'Arc de Triomphe.

## Déroulement de la course
Pour fêter l'arrivée de cette 100e édition du Tour de France, Christopher Froome (Sky), leader du classement général, endosse un maillot jaune brodé d'or. Peter Sagan (Cannondale) porte pour la dernière fois de ce Tour son maillot vert, Nairo Quintana (Movistar) la tunique à pois et laisse son maillot blanc de meilleur jeune à son dauphin, Andrew Talansky (Garmin-Sharp). Christophe Riblon (AG2R La Mondiale) quant à lui dispose du dossard rouge de super-combatif du Tour 2013 mais celui-ci est porté par l'Allemand Jens Voigt (RadioShack-Leopard) élu combatif de l'étape de la veille.
Avant le kilomètre zéro, le peloton défile exceptionnellement dans les allées du parc du château de Versailles. De Versailles jusqu'à l'entrée sur Paris, il traverse toujours tranquillement les départements des Yvelines et des Hauts-de-Seine. Arrivé sur l'avenue des Champs-Élysées, les attaques se succèdent. David Millar (Garmin-Sharp) parvient à prendre 25 secondes d'avance sur le peloton, un temps accompagné par Jérémy Roy (FDJ.fr) notamment, mais est repris à 19 km de l'arrivée. Dans la foulée, un trio s'échappe, avec Alejandro Valverde (Movistar), Manuel Quinziato (BMC Racing) et Bram Tankink (Belkin). Ces derniers comptent jusqu'à 20 secondes d'avance, mais sont repris par un peloton mené par la formation Omega Pharma-Quick Step. La victoire d'étape se joue dans un sprint massif remporté par l'Allemand Marcel Kittel (Argos-Shimano) devant son compatriote André Greipel (Lotto-Belisol) et Mark Cavendish (Omega Pharma-Quick Step). Le Britannique Froome remporte la 100e édition du Tour de France, devant le Colombien Quintana et l'Espagnol Joaquim Rodríguez (Katusha).

## Résultats

### Classement de l'étape
| Classement de la 21e étape | Classement de la 21e étape | Classement de la 21e étape | Classement de la 21e étape | Classement de la 21e étape |
|                            | Coureur                    | Pays                       | Équipe                     | Temps                      |
| -------------------------- | -------------------------- | -------------------------- | -------------------------- | -------------------------- |
| 1er                        | Marcel Kittel              | Allemagne                  | Argos-Shimano              | en 3 h 6 min 14 s          |
| 2e                         | André Greipel              | Allemagne                  | Lotto-Belisol              | m.t                        |
| 3e                         | Mark Cavendish             | Royaume-Uni                | Omega Pharma-Quick Step    | m.t                        |
| 4e                         | Peter Sagan                | Slovaquie                  | Cannondale                 | m.t                        |
| 5e                         | Roberto Ferrari            | Italie                     | Lampre-Merida              | m.t                        |
| 6e                         | Alexander Kristoff         | Norvège                    | Katusha                    | m.t                        |
| 7e                         | Kévin Réza                 | France                     | Europcar                   | m.t                        |
| 8e                         | Yohann Gène                | France                     | Europcar                   | m.t                        |
| 9e                         | Daniele Bennati            | Italie                     | Saxo-Tinkoff               | m.t                        |
| 10e                        | Murilo Fischer             | Brésil                     | FDJ.fr                     | m.t                        |
| modifier                   |                            |                            |                            |                            |

### Points attribués
| Sprint intermédiaire en haut des Champs-Élysées (km 87) | Sprint intermédiaire en haut des Champs-Élysées (km 87) | Sprint intermédiaire en haut des Champs-Élysées (km 87) | Sprint intermédiaire en haut des Champs-Élysées (km 87) | Sprint intermédiaire en haut des Champs-Élysées (km 87) |
| ------------------------------------------------------- | ------------------------------------------------------- | ------------------------------------------------------- | ------------------------------------------------------- | ------------------------------------------------------- |
|                                                         | Coureur                                                 | Pays                                                    | Équipe                                                  | Point(s)                                                |
| 1er                                                     | Juan Antonio Flecha                                     | Espagne                                                 | Vacansoleil-DCM                                         | 20                                                      |
| 2e                                                      | David Millar                                            | Royaume-Uni                                             | Garmin-Sharp                                            | 17                                                      |
| 3e                                                      | Julien El Fares                                         | France                                                  | Sojasun                                                 | 15                                                      |
| 4e                                                      | Cameron Meyer                                           | Australie                                               | Orica-GreenEDGE                                         | 13                                                      |
| 5e                                                      | Steve Morabito                                          | Suisse                                                  | BMC Racing                                              | 11                                                      |
| 6e                                                      | Jérôme Cousin                                           | France                                                  | Europcar                                                | 10                                                      |
| 7e                                                      | Robert Gesink                                           | Pays-Bas                                                | Belkin                                                  | 9                                                       |
| 8e                                                      | Cadel Evans                                             | Australie                                               | BMC Racing                                              | 8                                                       |
| 9e                                                      | Geraint Thomas                                          | Royaume-Uni                                             | Sky                                                     | 7                                                       |
| 10e                                                     | Ian Stannard                                            | Royaume-Uni                                             | Sky                                                     | 6                                                       |
| 11e                                                     | Jérôme Pineau                                           | France                                                  | Omega Pharma-Quick Step                                 | 5                                                       |
| 12e                                                     | Peter Velits                                            | Slovaquie                                               | Omega Pharma-Quick Step                                 | 4                                                       |
| 13e                                                     | David López García                                      | Espagne                                                 | Sky                                                     | 3                                                       |
| 14e                                                     | Sylvain Chavanel                                        | France                                                  | Omega Pharma-Quick Step                                 | 2                                                       |
| 15e                                                     | Tony Martin                                             | Allemagne                                               | Omega Pharma-Quick Step                                 | 1                                                       |
| modifier                                                |                                                         |                                                         |                                                         |                                                         |

| Classement de l'étape | Classement de l'étape | Classement de l'étape | Classement de l'étape   | Classement de l'étape |
| --------------------- | --------------------- | --------------------- | ----------------------- | --------------------- |
|                       | Coureur               | Pays                  | Équipe                  | Point(s)              |
| 1er                   | Marcel Kittel         | Allemagne             | Argos-Shimano           | 45                    |
| 2e                    | André Greipel         | Allemagne             | Lotto-Belisol           | 35                    |
| 3e                    | Mark Cavendish        | Royaume-Uni           | Omega Pharma-Quick Step | 30                    |
| 4e                    | Peter Sagan           | Slovaquie             | Cannondale              | 26                    |
| 5e                    | Roberto Ferrari       | Italie                | Lampre-Merida           | 22                    |
| 6e                    | Alexander Kristoff    | Norvège               | Katusha                 | 20                    |
| 7e                    | Kévin Réza            | France                | Europcar                | 18                    |
| 8e                    | Yohann Gène           | France                | Europcar                | 16                    |
| 9e                    | Daniele Bennati       | Italie                | Saxo-Tinkoff            | 14                    |
| 10e                   | Murilo Fischer        | Brésil                | FDJ.fr                  | 12                    |
| 11e                   | Daryl Impey           | Afrique du Sud        | Orica-GreenEDGE         | 10                    |
| 12e                   | Matthew Goss          | Australie             | Orica-GreenEDGE         | 8                     |
| 13e                   | Rubén Pérez           | Espagne               | Euskaltel Euskadi       | 6                     |
| 14e                   | Lars Ytting Bak       | Danemark              | Lotto-Belisol           | 4                     |
| 15e                   | Juan José Lobato      | Espagne               | Euskaltel Euskadi       | 2                     |
| modifier              |                       |                       |                         |                       |

### Cols et côtes
| Côte de Saint-Rémy-lès-Chevreuse (km 29,5) 4e catégorie | Côte de Saint-Rémy-lès-Chevreuse (km 29,5) 4e catégorie | Côte de Saint-Rémy-lès-Chevreuse (km 29,5) 4e catégorie | Côte de Saint-Rémy-lès-Chevreuse (km 29,5) 4e catégorie | Côte de Saint-Rémy-lès-Chevreuse (km 29,5) 4e catégorie |
| ------------------------------------------------------- | ------------------------------------------------------- | ------------------------------------------------------- | ------------------------------------------------------- | ------------------------------------------------------- |
|                                                         | Coureur                                                 | Pays                                                    | Équipe                                                  | Point(s)                                                |
| 1er                                                     | Gert Steegmans                                          | Belgique                                                | Omega Pharma-Quick Step                                 | 1                                                       |
| modifier                                                |                                                         |                                                         |                                                         |                                                         |

| Côte de Châteaufort (km 33,5) 4e catégorie | Côte de Châteaufort (km 33,5) 4e catégorie | Côte de Châteaufort (km 33,5) 4e catégorie | Côte de Châteaufort (km 33,5) 4e catégorie | Côte de Châteaufort (km 33,5) 4e catégorie |
| ------------------------------------------ | ------------------------------------------ | ------------------------------------------ | ------------------------------------------ | ------------------------------------------ |
|                                            | Coureur                                    | Pays                                       | Équipe                                     | Point(s)                                   |
| 1er                                        | José Joaquín Rojas                         | Espagne                                    | Movistar                                   | 1                                          |
| modifier                                   |                                            |                                            |                                            |                                            |

## Classements à l'issue de l'étape

### Classement général
| Classement général | Classement général | Classement général | Classement général | Classement général  |
|                    | Coureur            | Pays               | Équipe             | Temps               |
| ------------------ | ------------------ | ------------------ | ------------------ | ------------------- |
| 1er                | Christopher Froome | Royaume-Uni        | Sky                | en 83 h 56 min 40 s |
| 2e                 | Nairo Quintana     | Colombie           | Movistar           | + 4 min 20 s        |
| 3e                 | Joaquim Rodríguez  | Espagne            | Katusha            | + 5 min 4 s         |
| 4e                 | Alberto Contador   | Espagne            | Saxo-Tinkoff       | + 6 min 27 s        |
| 5e                 | Roman Kreuziger    | Tchéquie           | Saxo-Tinkoff       | + 7 min 27 s        |
| 6e                 | Bauke Mollema      | Pays-Bas           | Belkin             | + 11 min 42 s       |
| 7e                 | Jakob Fuglsang     | Danemark           | Astana             | + 12 min 17 s       |
| 8e                 | Alejandro Valverde | Espagne            | Movistar           | + 15 min 26 s       |
| 9e                 | Daniel Navarro     | Espagne            | Cofidis            | + 15 min 52 s       |
| 10e                | Andrew Talansky    | États-Unis         | Garmin-Sharp       | + 17 min 39 s       |
| modifier           |                    |                    |                    |                     |

### Classement par points
| Classement par points | Classement par points | Classement par points | Classement par points   | Classement par points |
| --------------------- | --------------------- | --------------------- | ----------------------- | --------------------- |
|                       | Coureur               | Pays                  | Équipe                  | Point(s)              |
| 1er                   | Peter Sagan           | Slovaquie             | Cannondale              | 409 points            |
| 2e                    | Mark Cavendish        | Royaume-Uni           | Omega Pharma-Quick Step | 312 pts               |
| 3e                    | André Greipel         | Allemagne             | Lotto-Belisol           | 267 pts               |
| modifier              |                       |                       |                         |                       |

### Classement du meilleur grimpeur
| Classement du meilleur grimpeur | Classement du meilleur grimpeur | Classement du meilleur grimpeur | Classement du meilleur grimpeur | Classement du meilleur grimpeur |
| ------------------------------- | ------------------------------- | ------------------------------- | ------------------------------- | ------------------------------- |
|                                 | Coureur                         | Pays                            | Équipe                          | Point(s)                        |
| 1er                             | Nairo Quintana                  | Colombie                        | Movistar                        | 147 points                      |
| 2e                              | Christopher Froome              | Royaume-Uni                     | Sky                             | 136 pts                         |
| 3e                              | Pierre Rolland                  | France                          | Europcar                        | 117 pts                         |
| modifier                        |                                 |                                 |                                 |                                 |

### Classement du meilleur jeune
| Classement général du meilleur jeune | Classement général du meilleur jeune | Classement général du meilleur jeune | Classement général du meilleur jeune | Classement général du meilleur jeune |
|                                      | Coureur                              | Pays                                 | Équipe                               | Temps                                |
| ------------------------------------ | ------------------------------------ | ------------------------------------ | ------------------------------------ | ------------------------------------ |
| 1er                                  | Nairo Quintana                       | Colombie                             | Movistar                             | en 84 h 1 min 0 s                    |
| 2e                                   | Andrew Talansky                      | États-Unis                           | Garmin-Sharp                         | + 13 min 19 s                        |
| 3e                                   | Michał Kwiatkowski                   | Pologne                              | Omega Pharma-Quick Step              | + 14 min 39 s                        |
| modifier                             |                                      |                                      |                                      |                                      |

### Classement par équipes
| Classement par équipes | Classement par équipes | Classement par équipes | Classement par équipes |
|                        | Équipe                 | Pays                   | Temps                  |
| ---------------------- | ---------------------- | ---------------------- | ---------------------- |
| 1re                    | Saxo-Tinkoff           | Danemark               | en 251 h 1 min 7 s     |
| 2e                     | AG2R La Mondiale       | France                 | + 8 min 28 s           |
| 3e                     | RadioShack-Leopard     | Luxembourg             | + 9 min 2 s            |
| modifier               |                        |                        |                        |

## Abandons
- Lieuwe Westra (Vacansoleil-DCM) : abandon[2]